# Сидорук, Виктор Васильевич
Виктор Васильевич Сидорук (укр. Віктор Васильович Сидорук; род. 1937) — советский и украинский спортсмен и тренер; Заслуженный мастер спорта СССР и Заслуженный тренер УССР (1969).

## Биография
Родился 4 сентября 1937 года во Львове.
Виктор рос крепким мальчиком, увлёкся боксом, а потом борьбой. Поступил во Львовский институт физкультуры (ныне Львовский государственный университет физической культуры), где выполнил норму мастера спорта по борьбе. Продолжил работу в институте инспектором по спортивно-массовой работе и исполнял обязанности председателя правления спортивного клуба. Когда на областные соревнования по стрельбе из лука необходимо было выставить трёх спортсменов, в институте нашлось только два и Сидорук решил стать третьим участником. За короткое время до соревнования при помощи тренера Николая Калиниченко он освоил азы стрельбы и помог команде успешно выступить. С этого момента он основательно занялся луком и через два года стал первым чемпионом Советского Союза в этом виде спорта. Продолжил работать с Калиниченко.
После окончания карьеры лучника, занялся тренерской работой, привёл к олимпийским наградам представителей разныз стран: СССР (1976), Испании (1992), Италии (1996), Украины (2004, 2008).

### Семья
Жена Светлана — выпускница Львовского медицинского института, работала хирургом. В семье выросло двое детей — сын Виктор и дочь Татьяна.

## Спортивные достижения
В. В. Сидорук тринадцать раз устанавливал всесоюзные рекорды и шестнадцать раз — рекорды Украинской ССР. Был чемпионом мира 1973 года в личных соревнованиях (2185 очков в упражнении 2-го круга ФИТА); чемпионом Европы 1970 года в личных соревнованиях (1166 очков — 1-го круга ФИТА); чемпионом СССР 1963—1965, 1967, 1968 и 1970 годов. Мировой рекордсмен в стрельбе на дистанции 90 м — 295 очков (1972). Участник Олимпийских игр 1972 года.